# 10024 Marthahazen
10024 Marthahazen este un asteroid din centura principală de asteroizi.

## Descriere
10024 Marthahazen este un asteroid din centura principală de asteroizi. A fost descoperit pe 10 martie 1980 la Harvard College Observatory. Asteroidul prezintă o orbită caracterizată de o semiaxă mare de 2,45 ua, o excentricitate de 0,09 și o înclinație de 2,0° în raport cu ecliptica.